# Jack de Heer
Jack Garth Dick de Heer (Lethbridge, Canada, 17 mei 1953) is topscorer aller tijden van de Nederlandse ijshockeyploeg met 114 doelpunten en 96 assists in 119 interlands. 
De aanvaller Jack de Heer speelde in de jaren zeventig en begin jaren tachtig bij achtereenvolgens Tilburg, Heerenveen, Arosa (Zwitserland) en opnieuw Heerenveen. Hij stond te boek als een goalgetter en maakte deel uit van de befaamde Nederlandse ploeg die in 1980 als negende eindigde bij de Olympische Winterspelen in Lake Placid. Met ingang van het seizoen 1999-2000 werd een naar hem vernoemde trofee ingesteld voor de topscorer in de ijshockey-eredivisie. 
Na zijn actieve loopbaan keerde de emigrantenzoon terug naar Canada, waar hij in zijn geboorteplaats Lethbridge de drukkerij van zijn vader overnam. Eind januari 2005 was De Heer in Heerenveen aanwezig voor een galawedstrijd ter gelegenheid van een verbouwing van de Thialfhal.
Op zondag 21 februari 2010 sprak Mart Smeets uitgebreid met De Heer en Larry van Wieren over de Nederlands deelname van het ijshockey aan de Olympische Winterspelen van Lake Placid. Deze 2 heren stonden later ook centraal in een aflevering van Andere Tijden Sport over hetzelfde onderwerp.